# Chiesa di Santo Stefano (Blenio)
La chiesa di Santo Stefano è un edificio religioso barocco che si trova a Blenio, in frazione Torre.

## Storia
Costruita forse nel XII secolo, la chiesa - menzionata per la prima volta nel Duecento - fu radicalmente modificata nel XVIII secolo, tanto che della costruzione originaria, divisa in due navate, si conserva soltanto il campanile romanico. L'attuale aspetto barocco si deve alla trasformazione del 1732, quando fu ricostruita con un'unica navata che si conclude in un coro di forma poligonale, decorato nel 1937 da Emilio Ferrazzini. Ai secoli XVI-XVII risalgono alcuni dipinti conservati all'interno della chiesa.